# Agatharchides (cratera)
Agatharchides é uma cratera que se localiza na beirada sul do Oceanus Procellarum, na região entre o Mare Humorum e o Mare Nubium. A leste-sudeste está a cratera Bullialdus, e ao sul-sudoeste fica Loewy. Seu nome é em homenagem ao geógrafo grego Agatharchides. 
O interior da cratera foi inundado por lava no passado, recobrindo o solo. A danificada parede externa varia consideravelmente em altura, indo desde o nível da superfície até uma altura de 1,5 km. As porções mais intactas da parede estão ao longo do leste e do oeste-sudoeste, enquanto a borda está praticamente inexistente ao norte e é muito destruída ao sul. Uma pequena crateleta se localiza ao longo da borda oeste. O solo interno é marcado por apenas algumas pequenas crateletas. 

## Crateras-Satélite
Por  convenção essas formações são identificadas em mapas lunares por posicionamento da letra no local do ponto médio da cratera que é mais próximo de Agatharchides.
| Agatharchides | Latitude | Longitude | Diâmetro |
| ------------- | -------- | --------- | -------- |
| A             | 23.2° S  | 28.4° W   | 16 km    |
| B             | 21.5° S  | 31.6° W   | 7 km     |
| C             | 22.0° S  | 32.9° W   | 12 km    |
| E             | 20.7° S  | 33.0° W   | 15 km    |
| F             | 20.3° S  | 31.8° W   | 6 km     |
| G             | 20.1° S  | 26.7° W   | 6 km     |
| H             | 20.4° S  | 33.9° W   | 15 km    |
| J             | 21.6° S  | 32.5° W   | 13 km    |
| K             | 21.0° S  | 27.4° W   | 11 km    |
| L             | 21.1° S  | 26.7° W   | 8 km     |
| N             | 21.1° S  | 29.6° W   | 22 km    |
| O             | 19.2° S  | 26.6° W   | 5 km     |
| P             | 20.2° S  | 28.7° W   | 66 km    |
| R             | 18.3° S  | 30.7° W   | 5 km     |
| S             | 17.7° S  | 30.5° W   | 3 km     |
| T             | 18.2° S  | 27.7° W   | 5 km     |

### Obras em língua portuguesa
- Freitas Mourão, Ronaldo Rogério de (2008). Dicionário Enciclopédico de Astronomia e Astronáutica. Lexicon. ISBN 9788586368356

### Obras em língua inglesa
- Andersson, L. E.; Whitaker, E. A., (1982). NASA Catalogue of Lunar Nomenclature. [S.l.]: NASA RP-1097
- Blue, Jennifer (25 de julho de 2007). «Gazetteer of Planetary Nomenclature». USGS. Consultado em 5 de agosto de 2007
- B. Bussey; P. Spudis (2004). The Clementine Atlas of the Moon. New York: Cambridge University Press. ISBN 0-521-81528-2
- Cocks, Elijah E.; Cocks, Josiah C. (1995). Who's Who on the Moon: A Biographical Dictionary of Lunar Nomenclature. [S.l.]: Tudor Publishers. ISBN 0-936389-27-3
- McDowell, Jonathan (15 de julho de 2007). Lunar Nomenclature (Relatório). Jonathan's Space Report. Consultado em 24 de outubro de 2007
- Menzel, D. H.; Minnaert, M.; Levin, B.; Dollfus, A.; Bell, B. (1971). «Report on Lunar Nomenclature by The Working Group of Commission 17 of the IAU». Space Science Reviews. 12. 136 páginas
- Moore, Patrick (2001). On the Moon. [S.l.]: Sterling Publishing Co. ISBN 0-304-35469-4
- Price, Fred W. (1988). The Moon Observer's Handbook. [S.l.]: Cambridge University Press. ISBN 0521335000
- Rükl, Antonín (1990). Atlas of the Moon. [S.l.]: Kalmbach Books. ISBN 0-913135-17-8
- Webb, Rev. T. W. (1962). Celestial Objects for Common Telescopes 6th revision ed. [S.l.]: Dover. ISBN 0-486-20917-2
- Whitaker, Ewen A. (1999). Mapping and Naming the Moon. [S.l.]: Cambridge University Press. ISBN 0-521-62248-4
- Wlasuk, Peter T. (2000). Observing the Moon. [S.l.]: Springer. ISBN 1852331933